# Tim Hill
Tim Hill é um diretor e produtor norte-americano, conhecido por escrever os episódios do desenho SpongeBob SquarePants e por dirigir filmes direcionados a crianças como Muppets from Space.

## Filmografia
- Muppets from Space (1999) - Diretor
- Max Keeble's Big Move (2001) - Diretor
- The SpongeBob SquarePants Movie (2004) - Roteiro, Storyboards,
- SpongeBob SquarePants (1999-2007) - Desenvolvedor, Roteiro, Editor da História
- Umizoomi (2012-2015) - Diretor
- Garfield: A Tail of Two Kitties (2006) - Diretor
- Alvin e os Esquilos (2007) - Diretor
- Hop (2011)